# Droga krajowa B318 (Niemcy)
Droga krajowa 318 (Bundesstraße 318, B 318) – niemiecka droga krajowa przebiegająca z północy na południe od węzła Holzkirchen na autostradzie A8 przez Gmund am Tegernsee zachodnim brzegiem jeziora Tegern do drogi B307 w Rottach-Egern w południowej Bawarii.